# 耐候性
耐候性 （たいこうせい）は、プラスチックや塗料等の高分子材料が、屋外で使用された場合に、変形、変色、劣化等の変質を起こしにくい性質である。

## 原因
変質の原因としては、以下のものが挙げられる。
- 酸素、オゾン- 酸化反応がもっとも大きい要因である。
- 太陽光からの紫外線
- 熱（赤外線も含む）
- 雨水、海水などによる加水分解や浸食・腐食作用
- 昼夜の温度変化による材料の伸縮・膨張

## 添加剤
材料自体が耐候性に優れている場合もあるが、以下のような添加剤の配合による耐候性の向上も行われる。
- 酸化防止剤 - フェノールやアミン類など
- 紫外線吸収剤 - ベンゾフェノン類など

## 測定
屋外暴露試験
通常、屋外で最も太陽光の影響を受けやすい南面・傾斜45°にサンプルを設置し、実際の天候の影響を見る方法。
機械試験
一般的な屋外条件よりも厳しい条件（強い紫外線、多量のシャワー）を作り出すウェザーメーター等の中にサンプルを入れ、経時的変化を短縮して見ることができる方法。